# Union radicale yougoslave

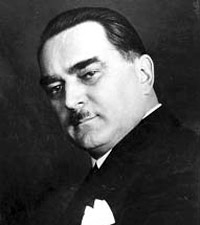
Milan Stojadinović.

 (novembre 2013).
Le contenu est difficilement compréhensible vu les erreurs de traduction, qui sont peut-être dues à l'utilisation d'un logiciel de traduction automatique.
L'Union radicale yougoslave (Jugoslovenska Radikalna Zajednica, Југословенска радикална Заједниц) était un parti politique fondé par le Premier ministre yougoslave Milan Stojadinović en 1935. 
Le parti, alors au pouvoir en Yougoslavie, était fondé sur la mobilisation autoritaire des masses, et son idéologie était inspirée par le fascisme. Ce fut le mouvement politique dominant dans le pays jusqu'en 1939, quand Stojadinović cessa d'être Premier ministre. Les membres du Parti portaient des chemises vertes et ne parlaient de Stojadinović qu'en utilisant le mot Vodja (« chef »). Stojadinovic confia au ministre des Affaires étrangères italien Galeazzo Ciano que, bien que le parti ait été au départ un mouvement autoritaire modéré, il avait l'intention de le développer sur le modèle du fascisme italien.